# Adilbek Niyazymbetov
Adilbek Niyazymbetov (kaz: Әділбек Ниязымбетов) est un boxeur kazakh né le 19 mai 1989 à Noukous (en Ouzbékistan, à l'époque RSS d'Ouzbékistan).

## Carrière
Médaillé d'argent aux Jeux olympiques de Londres en 2012 et aux Jeux de Rio de Janeiro en 2016, sa carrière amateur est également marquée par une médaille d'argent aux championnats du monde de Bakou en 2011 dans la catégorie mi-lourds.

## Palmarès

### Jeux olympiques
- Médaille d'argent en -81 kg aux Jeux de 2012 à Londres, Angleterre.
- Médaille d'argent en -81 kg aux Jeux de 2016 à Rio de Janeiro, Brésil.

### Championnats du monde de boxe amateur
- Médaille d'argent en -81 kg en 2011 à Bakou, Azerbaïdjan.

## Référence
1. ↑  (en) Résultats des championnats du monde 2011 (amateur-boxing.strefa.pl)